# أنتوني رايت (لاعب هوكي الحقل)
أنتوني رايت لاعب رياضي تزلق الحقل الجليدي كندي الجنسية، ولد في 3 أغسطس 1984 في فانكوفر في كندا.

## وصلات خارجية
- أنتوني رايت على موقع أوليمبيديا (الإنجليزية)
- أنتوني رايت على موقع اللجنة الأولمبية الكندية (الإنجليزية)